# RIZIN FIGHTING FEDERATION
RIZIN FIGHTING FEDERATION（ライジン・ファイティング・フェデレーション）は、日本の総合格闘技およびキックボクシングの試合を開催・運営する競技会。PRIDEを主催していたドリームステージエンターテインメント元代表の榊原信行により2015年10月に設立。他団体と競合しないフェデレーション（協会）を理念とし、団体の垣根を超えたマッチメイクを目指している。主な略称は、RIZIN。

## 歴史

### 2015年 - 2020年

#### 設立
2015年10月8日に六本木ミッドタウンでRIZIN設立会見を行い、12月29日と31日に2大会を開催し、フジテレビ系列で2日間に渡り地上波放送されること、スカパー!でのPPV（ペイ・パー・ビュー）放送を行うことを発表。PRIDE出場選手であったエメリヤーエンコ・ヒョードル、桜庭和志らが登壇し、高田延彦の統括本部長就任も発表された。また、弁護士2名と元警視庁刑事部理事官がコンプライアンス担当に就任、日本レスリング協会がRIZINに協力する意向を表明した。なお、「RIZIN」という名称は、日本発の格闘技として「ライジング・サン」と「雷神」を混合させたもの。

#### 2015年
旗揚げ興行として、2015年12月29日から31日までの3日間に「RIZIN FIGHTING WORLD GRAND-PRIX 2015 さいたま3DAYS」の2大会を開催。この旗揚げ2大会の様子は29日に2時間半枠、31日に5時間半枠、それぞれフジテレビの地上波ゴールデンタイムにて2日間の合計約8時間枠で当日ディレード放送された。スカパー!では有料のPPV (ペイ・パー・ビュー)放送で全編が完全生中継された。また、アメリカでは現地時間の12月31日の朝10時からSpike TVにて全米に録画中継された。29日の初回イベントは、オープニングにはPRIDEのテーマ曲、試合に使われるオープンフィンガーグローブもPRIDEを想起させる青いグローブが使われ、高田延彦の褌太鼓、佐藤大輔の製作による試合前の煽りVTR、立木文彦による煽りVTRのナレーション、レニー・ハートによる入場コール、テレビ中継の出演者が小池栄子・関根勤とPRIDE色が残る形でスタートした。一方、31日のイベントでは新しいイベントの色を出し、オープンフィンガーグローブの色も緑に変え、リングデザインやオープニングセレモニーの曲なども一新した。この12月29日と31日の2大会では「RIZIN FIGHTING WORLD GRAND-PRIX 2015」が開催され、ワンマッチに、PRIDEヘビー級王者のエメリヤーエンコ・ヒョードル、PRIDEレジェンドの桜庭和志、元DREAM王者で元世界ランク2位の青木真也、のちにBellatorヘビー級暫定王者となるワレンティン・モルダフスキー、21勝2敗の強豪アナトリー・トコフ、ROAD FC 2階級制覇王者のキム・スーチョル、当時19連勝中のシュートボクシング世界王者のRENA、K-1王者の武尊などが参戦。元K-1王者で当時シュートボクシング世界王者のアンディ・サワーの総合格闘技デビュー戦も行われた。また主要企画として、のちにUFC・Bellator・PFL王者となるイリー・プロハースカ、ワジム・ネムコフ、ブルーノ・カッペローザなどの世界トップ選手、オリンピック金メダリスト、予選を勝ち抜いた世界中の総合格闘技団体の王者を集めたヘビー級トーナメントが開かれ、準決勝ではイリープロハースカ vs. ワジム・ネムコフという5年後には世界の頂上決戦となるカードも組まれた。大晦日大会で行われたGP決勝戦では、元戦極・Strikeforce王者のキング・モーがのちのUFC王者になるイリー・プロハースカをKOして優勝。モーはこの2日間で3試合分のファイトマネー（当時のモーはRIZIN3試合で4000万円前後）と高額ファイトボーナス・副賞および優勝賞金4000万円など、合計1億円近い金額を手に入れた。この団体旗揚げ2大会は合計で3万579人の観客動員数を記録した。

#### 2016年
2016年になり、重量級選手の試合を主軸に据えながら開催された記念すべきナンバーシリーズ第1回目のRIZIN.1では、将来を期待されて『RIZIN三銃士』と名付けられた3人のライトヘビー級の若手選手、ワジム・ネムコフ、テオドラス・オークストリス、イリー・プロハースカが揃い踏み。セミメインで、ネムコフがカール・アルブレックソンに僅差の判定で敗れる波乱が起こったが、プロハースカがメインを務めて1R KO勝利でこの初回大会を締めた。9月のRIZIN.2では、この年の目玉企画としてRIZIN無差別級トーナメントの開幕戦が開幕。重量級の契約選手がさらに増え、シード枠でベスト8から参戦となる2選手を除く、12人のヘビー級ファイター達が残りのベスト8の枠を競い合った。一方でこの大会で組まれたRENA vs. 山本美憂の1戦を契機として、RENAを中心に女子選手の試合も多く組まれるようになった。ワンマッチでは、チャールズ・"クレイジー・ホース"・ベネットが木村"フィリップ"ミノルを僅か7秒でKOしてRIZIN最短KO記録を樹立し、メインではヒクソン・グレイシーの息子であるクロン・グレイシーが所英男を破り頭角を現した。12月29日のRIZIN.3になると、キック界日本No.1選手の那須川天心が18歳でRIZINと5億円規模の長期大型契約を結んだ（RIZIN契約最後の1試合は推定2.5億円以上）。那須川はRIZIN.3でRIZINデビュー戦となる総合格闘技デビュー戦を行い、パウンドでKO勝ち。続く31日のRIZIN.4にも本人の希望により参戦するとニンジャチョークで一本勝ちして中1日の2連戦をやり遂げ鮮烈なRIZINデビューを飾った。ワンマッチには、のちにUFCでフライ級2位となりタイトルマッチも行うカイ・カラ=フランスが出場したが、和田竜光のカーフキックで何度もダウンして0-3の判定で完敗した。また、メイン企画の無差別級GPは、1回戦を突破したプロハースカが練習中の膝の靭帯断裂により準々決勝を欠場したことで、準決勝に勝ち上がった場合に行われる予定だったミルコ・クロコップとのドリームマッチが実現ならず。さらにシード枠の元UFCヘビー級王者シェイン・カーウィンとPRIDEミドル級王者のヴァンダレイ・シウバも怪我などでトーナメントに参加できなくなるトラブルもあったが、RIZIN.3のメインでは日本格闘技を支えてきた2人の重量級選手である、PRIDE無差別級GP2006王者のミルコとRIZINヘビー級WGP2015優勝者のキング・モーがトーナメント準々決勝で激突し、ミルコがモーをKOしたシーンでは会場が総立ちとなる盛り上がりを見せた。12月30日にはRIZINアマチュアMMAトーナメント2016が開催され、フライ級部門では後にRIZINフェザー級王者になる鈴木千裕が17歳で優勝した。RIZIN.4でおこなわれた無差別級GP決勝戦は、ミルコがアミール・アリアックバリをKOして優勝。ミルコはこの2日間でファイトマネー3試合分（当時のミルコはRIZIN3試合で1億円前後）とファイトボーナス・副賞（数百万円の特注ダイヤモンドG-SHOCK、RIZINスポンサーCygames制作の世界最高額の特注ベルト＆トロフィー、地中海旅行、他）および優勝賞金3500万円など、合計1億円以上を手に入れた。

#### 2017年
2017年はRIZIN WORLD GPとトーナメントを3つの階級に渡り開催。4月のRIZIN.5から、UFCフライ級世界3位の実績を持つ元修斗王者の堀口恭司がRIZINと契約。7月のRIZIN.6になると、この年の目玉企画の1つである16人制のバンタム級トーナメントが開催され、トーナメントには元UFCトップランカーで元フライ級世界ランキング2位のイアン・マッコール、2団体王者のマネル・ケイプ、ロシアの強豪アクメド・ムサカエフ、元UFCのアンソニー・バーチャック、ドイツ2団体王者のカリッド・タハ、10勝無敗で3団体王者のガブリエル・オリベイラ、朝倉海に勝利しているムン・ジェフン、北米で評価の高いSuperior Challenge王者のケビン・ペッシ、PANCRASE王者の石渡伸太郎などの強豪が参戦。さらに10月のRIZIN.7からはRIZIN初の女子トーナメントとなる女子スーパーアトム級トーナメントが開催され、シュートボクシング・総合格闘技含めて23連勝中のRENA、世界6位のトップランカーであるマリア・オリベイラ、世界9位のアリーシャ・ガルシア、ポーランドの女子アトム級ランキング1位の若手シルビア・ユスケビッチ、レスリング全日本8度優勝・世界選手権3度優勝の山本美憂、DEEPで行われた予選から勝ち上がった浅倉カンナなどが参戦した。12月29日のRIZIN.8では朝倉海がRIZINと契約し初登場。RIZINデビュー戦をKO勝利で飾った。12月30日にはRIZINアマチュアMMAトーナメント2017が開催され、フェザー級部門では将来Fighting NEXUS王者・RIZINレギュラー選手となる山本空良が17歳で優勝した。29日のRIZIN.8と大晦日のRIZIN.9では、それぞれのトーナメントの準々決勝 - 決勝戦が行われ、バンタム級トーナメントは、堀口恭司が1回戦から決勝まで全試合KO・一本による完全決着で優勝を飾り、女子トーナメントは決勝戦で浅倉がRENAに一本勝ちして優勝を果たした。また、この年3つ目のトーナメントとなる一日のみのキックボクシングルールによる「RIZIN KICK ワンナイトトーナメント」も開催され、那須川天心が2試合連続KO勝利で優勝した。

#### 2018年
2018年1月に『GYAO!』のライブ配信部門で、RIZINのPPV放送がGYAO!のすべてのコンテンツの中で年間総売上高1位を記録したことで表彰された。また、この年から開催される大会がナンバーシリーズ化された。5月に行われたRIZIN.10のワンマッチでは、将来UFCヘビー級2位となるジョルジーニョ・ホーゼンストライクが初参戦したがアンドレイ・コヴァレフを前にインパクトを残せなかった。また、ミルコの弟子で5年後にはPFLヘビー級王者となるアンテ・デリアもRIZINデビューを果たした。メインでは元フライ級世界ランキング2位で元UFCトップランカーのイアン・マッコールを堀口恭司が僅か9秒でKOした。7月に行われたRIZIN.11では、体重超過の元UFCファイター、メルヴィン・ギラードを元PRIDEライト級王者の五味隆典がKOして会場を総立ちにさせた。またこの大会では数年後には『UFC王者&RIZIN王者 vs. PFL王者』の構図となるイリー・プロハースカ vs. ブルーノ・カッペローザの1戦も行われ、プロハースカがカッペローザを激しい打ち合いの末にKOした。さらにキックで65kg日本No.1選手のシュートボクシング王者海人も参戦し、海人は1ヶ月後のRIZIN.12にも連続参戦した。メインカードでは浅倉カンナがRENAと再戦して浅倉が再びRENAを退けた。8月のRIZIN.12では、矢地祐介が初のメインイベントを務めるも、負傷選手の代役でRIZIN出場チャンスを掴んだルイス・グスタボにKOで敗れた。勝利してRIZINデビューを飾ったグスタボはこれを期にRIZINの人気海外選手の1人となった。また、この大会から朝倉未来がRIZINと契約。元修斗・戦極王者の日沖発からKO勝利してRIZINデビュー戦を白星で飾った。9月30日に行われたRIZIN.13では、総合格闘技とキックボクシング、それぞれの競技のスーパースターであり、共にRIZINを代表するスター選手の那須川天心と堀口がキックボクシングルールで対戦するというドリームマッチが実現。この大会は、当日の会場さいたまスーパーアリーナに台風第24号が直撃し、交通機関が麻痺して電車も運休する中での開催となったにもかかわらず、当時過去最高の来場者数27,208人を記録して大きな盛り上がりを見せた。大晦日には1日で2大会を開催。午後に行われたRIZIN.14では、ボクシング5階級制覇の世界No.1選手フロイド・メイウェザー・ジュニアが電撃参戦し、那須川と階級を超えたエキシビションマッチで対戦。この大会のワンマッチではRIZIN重量級主力選手のイリー・プロハースカが元Bellatorミドル級王者のブランドン・ホールジーにKO勝利。また、元UFCフライ級9位のジャスティン・スコッギンス、RIZINの人気選手となるトフィック・ムサエフやジョニー・ケースが初登場した。同大会では、RIZINバンタム級と女子スーパーアトム級の初代王座決定戦も行われ、バンタム級はRIZIN代表の堀口とBellatorバンタム級の現役王者ダリオン・コールドウェルが、RIZINのベルトと団体の威信をかけて戦うビッグマッチが実現し、堀口がBellator王者から一本勝ちで勝利して初代RIZINバンタム級王者となった。女子スーパーアトム級は浜崎朱加が浅倉に勝利して初代RIZIN女子スーパーアトム級王者となった。この大晦日大会はチケットが一般販売開始と同時に即完売して29,105人の動員を記録した。

#### 2019年
4月21日に横浜で開催されたRIZIN.15ではライトヘビー級初代王座決定戦が行われ、キング・モーにTKO勝利でリベンジを達成したイリー・プロハースカが初代RIZINライトヘビー級王座を獲得した。この大会のワンマッチでは、柔術で世界最高クラスの実績を持つホベルト・サトシ・ソウザがRIZINと契約し、元DEEP王者の北岡悟を柔術ではなく打撃でKOした。6月19日のRIZIN.16では、前座のキックマッチにのちにRISE王者となる中村寛がRIZIN初参戦。セミメインのRIZINスーパーアトム級タイトルマッチでは王者浜崎朱加が、世界最大の女子挌闘技団体Invictaの現役王者ジン・ユ・フレイに勝利してタイトルを防衛。メインでは那須川天心のISKAタイトルマッチが行われ那須川がマーティン・ブランコにKO勝利した。しかし、フジテレビのRIZIN地上波生放送では、2Rのブランコのドクターチェック中にフジテレビが独断でCMを入れた際、そのCM中に試合は再開されており、CM明けにブランコがダウンする最中からいきなり放送が再開される放送事故が起こった。それを見た視聴者からフジテレビに批判が殺到し、フジテレビの社長が謝罪することとなった。7月28日のRIZIN.17では、お互いを挑発し続けた朝倉未来と矢地祐介が激突して大会終了後まで大きな注目を集め続けた。8月18日に愛知で開催されたRIZIN.18では、ストロー級世界ランキング1位のジャレット・ブルックスと世界2位の越智晴雄がストロー級世界No.1決定戦を行うも、ブルックスの偶発性のバッティングによりノーコンテストとなった。（両者は12月大会で再戦し、ブルックスが判定勝利。）メインのワンマッチでは朝倉海が現王者の堀口恭司をKOで破る大番狂わせを起こした。10月12日のRIZIN.19では、2年ぶりのグランプリとなる「RIZIN FIGHTING WORLD GP ライト級トーナメント 2019」の開幕戦が行われ、トフィック・ムサエフ、ジョニー・ケース、ルイス・グスタボ、パトリッキー・ピットブル・フレイレの4人が準決勝に進出した。12月29日にはRIZINと友好関係にあるBellator MMAの日本初進出大会BELLATOR JAPANが開催され、RIZINは会場や機材・演出チーム・所属選手を貸し出し、さらに大会の半数以上の試合をRIZINが提供するなど、開催を大きくバックアップ。エメリヤーエンコ・ヒョードルの日本最終戦が行われ、Bellatorのスター選手、マイケル・ペイジやマイケル・チャンドラーが出場した。また、大晦日のRIZIN.20と併せて『RIZIN vs. Bellator』の5対5による対抗戦が行われ、Bellator代表選手が5人中2人も1.34 kg - 1.67kgと大幅に計量オーバーして失格となる問題を起こしたが、契約体重を守り行われた3試合ではRIZINの2勝1敗となった。大晦日のRIZIN.20では、堀口の長期の負傷欠場とそれに伴うバンタム級王座返上により空位となっていたバンタム級王座決定戦が行われ、RIZIN WGP 2017ベスト4選手のマネル・ケイプが朝倉海に勝利し、第2代バンタム級王者となった。ライトヘビー級タイトルマッチでは王者イリー・プロハースカがCB・ダラウェイをKOしてタイトルを防衛。女子スーパーアトム級タイトルマッチでは挑戦者のハム・ソヒが王者・浜崎朱加とハイレベルな戦いを繰り広げ、互角の展開の末に僅差の判定勝利をして第2代女子スーパーアトム級王者に輝いた。また、ライト級GPの準決勝と決勝戦が行われ、決勝戦ではトフィック・ムサエフがパトリッキー・ピットブル・フレイレからダウンを奪い、壮絶な試合の末に勝利。GP優勝を果たしたムサエフは勝利者マイクで「RIZIN FeferationがNo.1だ！」と叫んだ。この決勝戦は2020年時点で『RIZINファンが選ぶRIZINベストバウト投票』の1位に輝いた。この2大会は合計で約44,475人の動員を記録した。

#### 2020年
2月22日に静岡で開催されたRIZIN.21では、DEEPバンタム級王者のビクター・ヘンリーや7年間無敗のヴガール・ケラモフがRIZIN初出場。メインで朝倉未来がUFCのTUFラテンアメリカ出場経験を持つダニエル・サラスにKO勝利。4月にはRIZIN.22とした横浜大会で王者マネル・ケイプの試合やトフィック・ムサエフvs.ルイス・グスタボなどが予定されていたが、新型コロナウイルスの感染拡大による、日本政府の大規模イベント自粛要請により大会が中止となった。その後もコロナの影響でイベントの開催はできず、榊原信行CEO曰く国の要請に従って3大会が中止となったことでゲート収入だけで7 - 8億円の売上が失われ、夏に予定していたメガイベントも客入れが不可であることから開催出来ず、先が見えないまま政府の自粛要請解除を待ち続ける流れとなった。また、日本政府の発令したコロナウイルス蔓延防止対策の渡航禁止例で、海外選手が日本に入国できなくなったことで2代目バンタム級王者のマネル・ケイプがバンタム級王座を返上。他にも契約下にいた複数の強豪海外選手達が他団体に流出することとなった。その後、政府の緊急事態宣言の終了に伴い、大規模イベントの開催制限が緩和されたことで入場者5000人までという日本政府の発表した入場規制を厳守したうえで、8月9日と10日にRIZIN.22、RIZIN.23を同じ会場で2日連続開催。この2大会に際しては、クラウドファンディングで大会開催資金を募り、海外選手は渡航禁止令によりまだ呼べないことから、日本在住選手中心のカード編成となった。また、2019年から肩書がない状態で携わっていた高田延彦が、RIZIN.22より「キャプテン」に就任。8月9日のRIZIN.22では、ムエタイ界の世界No.1選手である19歳の吉成名高がRIZINと契約。吉成はその後のRIZINの大会でも6連続KO勝利してRIZINスター選手の1人となった。また、この大会には当時プロ3戦目でまだ無名だった萩原恭平もRIZIN初出場。白川陸斗にKO勝利して、この試合をきっかけに一気にRIZINの人気選手へと駆け上がった。RIZIN.23ではバンタム級王座決定戦が行われ、朝倉海が扇久保博正に勝利して第3代バンタム級王者となった。9月27日のRIZIN.24では、K-1を離脱した皇治が初参戦するも那須川天心に敗れた。11月21日のRIZIN.25では、朝倉未来と斎藤裕によるフェザー級初代王座決定戦が行われ、斎藤が朝倉にRIZIN初黒星を付けて初代RIZINフェザー級王者となった。大晦日のRIZIN.26では、ハム・ソヒのONE参戦により空位になっていた女子スーパーアトム級王座決定戦が行われ、浜崎朱加が山本美憂に一本勝ち、バンタム級タイトルマッチでは怪我から復帰した堀口恭司が王者の朝倉海にKO勝利し、それぞれ王者に返り咲いた。この大会のワンマッチでは、試合前の激しい煽り合いの果てに萩原恭平が平本蓮をKOした試合が大きな反響を呼び、レスリング リオ五輪銀メダリストの太田忍やクレベル・コイケのRIZINデビュー戦、元格闘家の有名YouTuberシバターの初参戦、那須川天心の試合前にK-1三階級制覇王者武尊の登場、堀口恭司が朝倉海に放った『カーフキック』などが、SNSですべてトレンド入りした。

### 2021年 -

#### 2021年
3月21日のRIZIN.27では、女子スーパーアトム級タイトルマッチで浜崎朱加が浅倉カンナに後半追い上げられるも勝利して王座防衛。ワンマッチの武田光司vs.久米鷹介は壮絶な1戦となった。6月13日（緊急事態宣言により5月23日から延期）にはRIZIN初の東京ドーム大会となったRIZIN.28でトフィック・ムサエフとホベルト・サトシ・ソウザによる初代RIZINライト級王座決定戦が行われ、サトシが下馬評を覆してムサエフから一本勝ち。初代RIZINライト級王者に輝き、勝利者マイクで亡き父に、「お父さん、見ててくれたかい？長い時間がかかったから今日は一緒にいないけど、私の人生は変わったよ。達成できたよ...」と、会場の天井を見上げて涙を流しながら語りかけた。メインではクレベル・コイケが朝倉未来を絞め落として一本勝ちし、その様子はフジテレビの地上波で生放送され、連日続報が大きな話題となった。6月27日に大阪で開催されたRIZIN.29では、4年ぶりとなるキックボクシングルールによる4人制の「RIZIN KICK ワンナイトトーナメント」が行われ、偶発性のバッティングによるアクシデントで決勝に進んだ皇治からダウンを奪って白鳥大珠が優勝した。8月21日には国内最大手の配信会社U-NEXTとRIZINがパートナー契約を結び、U-NEXT独占配信でPPV有料配信に特化したRIZINの新しい大会『RIZIN LANDMARK』シリーズの開始を発表。コロナ対策で観客数をファンクラブ抽選の約100人に絞り、会場非公開で10月に第1回大会が開催されることとなった。9月19日のRIZIN.30では、キック王者になり本業の総合格闘技に戻ってきたRIZINアマチュアMMA 2016優勝者の鈴木千裕がRIZIN初参戦。さらに女子キック界の新星 ぱんちゃん璃奈、元K-1王者で総合格闘家に転向した久保優太などの新しい選手達も初参戦した。10月2日には、U-NEXTと共同運営の新シリーズの第1回大会であるRIZIN LANDMARK vol.1が開催され、試合数は4試合のみで、メインイベントに朝倉未来vs.萩原京平という人気選手同士の話題性の高いカードが組まれ、朝倉が判定勝ちを収めた。しかし、この大会を独占配信したU-NEXTのホームページにRIZINのPPV購入申し込み者とこの大会のための新規会員登録者が殺到したことで、過去最高のアクセス数により200万人以上会員のいるU-NEXTの大型サーバーがダウンして復旧不能になるという配信トラブルが発生。この騒ぎによって大会開始が1時間以上遅延したことがYahoo!ニュースなどで大々的に取り上げられて世間で大きな話題となった。またこの大会のPPVが、U-NEXTのサーバー落ちで一番PPVが売れる当日に購入不可能となり、事前購入と試合結果が出た後の追加購入の合計で約9万件程度で止まり、RIZIN側に推定億単位の売上損失が出たことや当日に視聴できない購入者が続出したことでU-NEXT側が謝罪することとなった。ただし、前日までの事前申込数だけで、5週連続配信のB'zやサザンオールスターズの持っていたU-NEXTのライブ配信PPV購入件数の過去最高記録を一夜で大きく更新し、U-NEXTの歴代最高購入数の新記録を打ち立てる結果となった。10月24日に開催されたRIZIN.31では、フェザー級タイトルマッチで挑戦者の牛久絢太郎が王者斎藤裕を飛び膝蹴りで流血カットによるドクターストップで破り、斎藤裕が「まだ出来る！」と叫ぶ中で牛久が第2代フェザー級王者に輝いた。11月20日にはRIZIN.32が沖縄で初開催され、メインでRENAが劣勢な展開から山本美憂のタックルに膝蹴りを合わせて逆転KO勝利。11月28日にはRIZIN単独大会としては初のケージ使用となり新しい選手の発掘も兼ねた新シリーズのRIZIN TRIGGER 1stが開催されると、鈴木千裕vs.山本空良という、共にRIZINアマチュア大会出身で優勝者同士の若手対決が行われ、メインでは萩原京平が昇侍にKO勝利した。大晦日のRIZIN.33では、ライト級タイトルマッチで王者ホベルト・サトシ・ソウザが挑戦者の矢地祐介に勝利し初防衛に成功。朝倉未来と斎藤裕が405日ぶりに再戦して朝倉が判定勝利でリベンジを果たした。この大会では日本人総合格闘家のトップ選手と日本団体の王者達を一同に集めた16人制の日本グランプリ「RIZIN FIGHTING JAPAN GP 2021 バンタム級トーナメント」の準決勝・決勝戦も行われ、優勝候補であった井上直樹や朝倉海を下した元修斗王者の扇久保博正が優勝を果たした。また、エキシビションマッチのシバター対久保優太戦では、炎上系YouTuberでもあるシバターが動画のネタとして仮病・怪我を装って試合のキャンセルをちらつかせながら行った陽動作戦に久保が引っかかり、2人の間で「シバターの怪我を考慮して1R目は蹴りのみで戦い、2R目からは全力で戦う」という試合展開の申し合わせが行われていたことが発覚。また、試合ではシバターがその申し合わせを一切行わず、普通に試合をして1Rで久保に勝利したことが大きな話題となった。久保優太とシバターはこの件でのちに謝罪することとなった。

#### 2022年
2月26日に静岡で開催されたRIZIN TRIGGER 2ndでは、RIZINと再契約をしたクレベル・コイケが佐々木憂流迦にダウンを奪われながらも逆転一本勝ち。3月6日のRIZIN LANDMARK vol.2では世間に話題を振りまく平本蓮が約1年3ヶ月ぶりに試合を行い成長した姿を見せるはずだったが、鈴木千裕にフラッシュダウンを奪われるなど完敗してデビュー戦から2連敗を喫した。3月20日のRIZIN.34では元DEEP王者の弥益ドミネーター聡志が地元大阪府出身の萩原京平に一本勝ちを収めた。4月16日と17日には、同会場かつ2日間連続で大会が開催され、新型コロナウイルス対策の規制緩和により約1年4ヶ月ぶりに多くの海外選手が参戦。その4月16日のRIZIN TRIGGER 3rdでは、ルイス・グスタボが矢地祐介と約4年ぶりに再戦して、前回同様にグスタボがKO勝利した。グスタボはコロナで渡航禁止令中も他の海外団体からのオファーを断り続けて試合をせず、再びRIZINで戦うことを2年4ヶ月間も待ち続けていた。4月17日のRIZIN.35ではタイトルマッチ3試合が同時に行われ、女子スーパーアトム級タイトルマッチで挑戦者伊澤星花が王者浜崎朱加を判定で破り第4代女子スーパーアトム級王者となり、セミファイナルのフェザー級タイトルマッチで王者牛久絢太郎が初代王者で挑戦者の斎藤裕からハイキックでダウンを奪い初防衛。メインイベントのライト級タイトルマッチでは王者ホベルト・サトシ・ソウザが挑戦者のジョニー・ケースから一本勝ちして王座防衛に成功し、RIZIN王者史上初となる2度目の王座防衛に成功した。5月5日のRIZIN LANDMARK vol.3ではクレベル・コイケが萩原京平の攻撃で流血しながらも一本勝ちを収めた。6月17日には、定額制動画配信サービス『RIZIN 100 CLUB』がサービス開始。月額880円でRIZINの過去全試合が見放題となり、高画質映像・会見の別アングル・選手の独占インタビュー・ここでしか見れない企画動画などが配信されるサブスクサービスがスタートした。6月19日には那須川天心のキックボクシング引退試合となる那須川天心 対 武尊戦をメインとするRIZIN・K-1・RISEによる中立のメガイベント『THE MATCH 2022』がRIZIN運営により企画・運営されて開催。RISE・RIZINの那須川天心がK-1王者の武尊からダウンを奪い判定で完勝した。この大会は東京ドームで56,399人の観衆を集め、ゲート収入20億円、PPV売上は50万件以上（約27億5000万円以上）、スポンサー費5億円以上という、1夜にして50億円以上の売上を記録したことがこの大会を放送したAbemaの親会社サイバーエージェントから発表された。これにより過去のPPV売上の日本記録を大きく更新して塗り替えた。2度目の沖縄開催となった7月2日のRIZIN.36では、当初メインを務める予定であった朝倉海が直前で欠場したことで急遽、RIZIN公式サブスク RIZIN 100 CLUB加入者のうち先着5万人までPPV料金（合計、約2億7500万円相当）が無料となる異例の措置が取られ、朝倉海の代わりにメインを務めた平本蓮が総合格闘技 初勝利を収めた。7月31日にはRIZIN.37が開催され、女子スーパーアトム級GP 2022が開幕。9月14日には、フジテレビでRIZINの実況を担当していた鈴木芳彦アナウンサーがRIZINのPPV放送の実況を継続するために、フジテレビを退社してフリーとなりRIZINに正式加入。「フジテレビは素晴らしい会社でした。でも、RIZINを実況したいという"愛"は止められませんでした」と語り、涙を流した。9月25日には、超RIZINとRIZIN.38が同日2部構成で開催され、超RIZIN（スーパーライジン）パートではボクシング5階級制覇王者のフロイド・メイウェザー・ジュニアが3年9ヶ月ぶり2度目の参戦。メインで朝倉未来と対戦し大きな反響を呼んだ。この大会の最前列のチケットは4枚がFanplusのオークションにかけられ、4枚全てに数百万円の値段が付き、最高額チケットは420万円で落札された。また、この大会は花束贈呈者であるごぼうの党代表・奥野卓志が、メイウェザーへの個人的な不満から、メイウェザーに渡すはずだった花束をメイウェザーの目の前でリング内マットに投げ捨てるトラブルが発生。第四試合終了後、リングに上がった榊原CEOは観客の前で「品性下劣な男をリングに上げてしまったことを、この場を借りておわびしたい」と奥野の行為を猛批判し、主催者として視聴者や観客に謝罪した。後日会見でも改めてプロモーターとして世界に向けて土下座して謝罪し、囲み取材では奥野に対して法的処置を検討している事も明かした。同日のRIZIN.38パートでは、メインを務めた堀口恭司が約1年9ヶ月ぶりに参戦して金太郎から一本勝ち。この超RIZIN/RIZIN.38のPPV売上は好調で、THE MATCHの50万件には届かなかったが、海外売上の数字を合わせた世界合計でTHE MATCHに近いPPV件数を売り上げ、当時のRIZIN歴代1位のPPV売上を記録した。10月23日のRIZIN.39では、メインのフェザー級タイトルマッチで挑戦者クレベル・コイケが王者牛久絢太郎から一本勝ちして第3代フェザー級王者に輝いた。11月6日のRIZIN LANDMARK 4では、メインで平本蓮が弥益ドミネーター聡志を打撃で圧倒して判定勝ち。12月31日のRIZIN.40では、2019年以来となる『RIZIN×Bellator』の5対5による全面対抗戦が行われ、5試合中4試合がほぼ互角の白熱した展開となった。また、RIZIN.37からRIZIN.40にかけて、5年ぶりとなる女子MMAトーナメント「RIZIN FIGHTING WORLD GP 2022 女子スーパーアトム級トーナメント」が開催され、大晦日の決勝戦で、女子アトム級世界ランキング1位の伊澤星花が世界ランク2位のパク・シウを下し優勝を果たした。また、大会中にボクシング5階級制覇王者のフロイド・メイウェザーJr.に続き、ボクシング8階級制覇王者のマニー・パッキャオとRIZINがファイト契約を結んだことが発表された。

#### 2023年
4月1日のRIZIN.41では、K-1を離脱した芦澤竜誠がRIZINに初参戦し因縁のある皇治と対戦。芦澤が2-1で判定勝ちを収めた。芦澤と皇治はこの試合を最後にキックボクシングを引退。両者が総合格闘家に転向することを発表した。4月29日のRIZIN LANDMARK 5ではRIZIN初のダブルメインイベントとして牛久絢太郎がMMA復帰戦となる朝倉未来と対戦、斎藤裕が平本蓮と対戦し、朝倉と斎藤がそれぞれ判定勝ちを収めた。5月6日に有明アリーナで初の総合格闘技イベントとして行われたRIZIN.42では、堀口恭司のフライ級転向に伴うバンタム級王座返上を受けて、第5代バンタム級王座決定戦進出を賭けた2試合がダブルメインで行われ、怪我から約1年半ぶりの復帰戦となる朝倉海が元谷友貴と、井上直樹がフアン・アーチュレッタとそれぞれ対戦し、壮絶な試合に競り勝ったアーチュレッタと元谷からKO勝利した朝倉が7月30日のバンタム級王座決定戦に駒を進めた。また、この大会の最中にRIZIN公式YouTubeチャンネルの登録者数が100万人を突破。この数字はこの時点でYouTubeのスポーツ公式チャンネルとしてはプロ野球のパ・リーグch（当時112万人）に次ぐ日本2位の記録となっており、RIZIN公式チャンネルの1動画あたりの平均再生数はこの時点で約22万回で、パ・リーグch（約14万回）の約1.6倍となっている。（参考：この時点のJリーグ公式chは登録者71万人、平均動画再生数は2万2000回）。6月24日にRIZIN初の北海道大会として開催されたRIZIN.43では、会場付近にクマの出没情報が出て榊原CEOが地元のニュース番組に出演する中、王者クレベル・コイケと挑戦者鈴木千裕によるフェザー級タイトルマッチが行われる予定だったが、前日計量でクレベルが汗が一切出なくなるトラブルから規定体重を400g超過したためRIZIN王者として初めて王座を剥奪された。試合は鈴木が勝利した場合のみ王座獲得となるフェザー級タイトルマッチとなり、クレベルが鈴木から一本勝ちしたことで規定によりノーコンテストとなり王座は空位となった。この大会は『RIZIN公式YouTube ch登録者数100万人突破記念』として、大会全編がYouTubeやスカパー!で無料生放送され、YouTubeでは生中継中に200万人以上に視聴され、同時接続は33万6000人を超え、ランキングでもYouTubeライブ世界1位となった。7月30日の超RIZIN.2は前半Bellatorパート、後半RIZINパートとして2部構成で行われ、Bellatorパートでは元RIZIN選手の渡辺華奈が日本凱旋試合で判定勝ち。初代フライ級王座決定戦は堀口恭司と神龍誠が対戦するも、1R序盤に堀口の偶発的なアイポークでノーコンテスト。Bellatorライト級WGP1回戦のパトリッキー・ピットブルvs.AJ・マッキーはマッキーの直前の欠場により中止になりかけたが、オフで家族とバーベキューを楽しんでいたホベルト・サトシ・ソウザが試合の1週間前に急遽代役出場のオファーを受け、わずか1週間で体重を9kg落としてパトリッキーと戦った。RIZINパートでは、RIZINvs.Belaltorの対抗戦として、RIZN代表の鈴木千裕がBellator PFP 1位・元Bellatorライト級王者・Bellatorフェザー級王者のパトリシオ・ピットブルと対戦し、鈴木がBellatorの看板選手であるパトリシオを1RKOで下して会場の観客を総立ちにさせた。女子スーパーアトム級タイトルマッチでは伊澤星花がクレア・ロペスに一本勝ちしてタイトル初防衛に成功。バンタム級王座決定戦はフアン・アーチュレッタが、朝倉海の負傷を受けて急遽代役出場した扇久保博正に判定勝ちして第5代バンタム級王者となった。メインで行われた第4代フェザー級王座決定戦では、ヴガール・ケラモフが朝倉未来に1R一本勝ちを収め、第4代RIZINフェザー級王者に輝いた。9月24日のRIZIN.44では、クレベルが体重超過によるフェザー級王座剥奪からの再起戦として金原正徳と対戦して金原が判定勝ちを収め、これによりクレベルが14年ぶりに日本人に黒星を喫することとなった。1週間後の10月1日に開催されたRIZIN LANDMARK 6では、レスリング リオ五輪銀メダリストの太田忍が井上直樹と対戦する予定だったが、井上が欠場したことで第10代修斗世界バンタム級王者の佐藤将光が代役出場して太田忍と対戦した。11月4日にはRIZIN初の海外興行としてアゼルバイジャンでRIZIN LANDMARK 7が開催。この大会はアゼルバイジャン政府が国家事業として国を上げてRIZINを招聘して大会を開催。この大会ではアゼルバイジャン代表選手とRIZIN世界選抜選手による対抗戦が行われ、地元の英雄でRIZINライト級GP2019王者のトフィック・ムサエフなどが参戦。大将戦となるRIZINフェザー級タイトルマッチでは、アゼルバイジャン出身の第4代RIZINフェザー級王者ヴガール・ケラモフと鈴木千裕が対戦し、1Rで鈴木がペダラーダでケラモフを蹴り上げてグラウンド状態下からの打撃でケラモフからKO勝ちを収め、ケラモフを応援するアゼルバイジャン国民で埋め尽くされた会場を静まり返らせて第5代RIZINフェザー級王者となった。また、12月4日には32人のRIZIN選手のプラスチックカードが1袋に1枚入った食玩『RIZINウエハース』がバンダイから発売。同商品は発売されると同時にAmazonホビーランキングで1位となり、多くのファンがSNS上で開封報告を行い、全国で品切れが相次いだ。その後、バンダイのウエハース史上歴代1位の売上という情報が出るとU-NEXTのRIZIN.45生特番で榊原CEOが「（発売開始から数週間で）すでに100万個以上が市場に出ており、販売元のバンダイさんから連絡が来てすぐに第2弾の販売が決定しました」と報告した。大晦日のRIZIN.45では、メインで2階級のタイトルマッチが行われ、バンタム級タイトルマッチは王者フアン・アーチュレッタがウイルス性腸炎などによる体調不良から計量前に汗が出なくなり前日計量で規定体重を2.8kg超過して王座剥奪。協議の結果、挑戦者の朝倉海が勝利した場合のみ公式記録とする条件と、戻し体重の制限をすることで試合が行われ、朝倉がアーチュレッタをKOで下し王座返り咲きを果たした。新設されたRIZINフライ級の初代王座決定戦では、元RIZINバンタム級王者 堀口恭司と約6年負け無しのDEEPフライ級王者 神龍誠が対戦して堀口が一本勝ち。堀口が初代RIZINフライ級王者となり、RIZIN史上初の2階級制覇を成し遂げた。試合後には堀口が元RIZINガールの川村那月にリング上でプロポーズした。この大会は超RIZIN.1の持っていたRIZINの歴代PPV売上記録を更新し、RIZIN史上最大のPPV売上（販売数）を記録した。

#### 2024年
2月24日に佐賀県で開催されたRIZIN LANDMARK 8では、諸事情による来日不可および怪我で欠場する選手が相次ぐも代役選手が奮闘する大会となり、メインでは堀江圭功とルイス・グスタボの両者が拳を骨折するほどの白熱した試合を繰り広げてグスタボが勝利した。3月23日に神戸で行われたRIZIN LANDMARK 9では井上直樹vs.佐藤将光などのカードが多く組まれ、チケットが即完売。メインではホベルト・サトシ・ソウザがライト級に階級を落とした中村K太郎とノンタイトルで対戦し、サトシがK太郎をKOし再起に成功した。4月には、前RIZINバンタム級王者のフアン・アーチュレッタがRIZINと専属契約を結び、RIZINを背負って戦っていくと公表。4月26日には榊原信行CEOがITmediaビジネスオンラインのインタビューに答え、近年のRIZINのPPVが1大会あたり平均10万件以上売れており、昨年の大晦日大会は30万件以上売れたことを明かした。4月29日のRIZIN.46ではRIZIN契約選手内で日韓対抗戦3試合が行われ、篠塚辰樹とBKFCの所属選手がRIZIN初となるベアナックルルールで戦う試合も試験的に行われて篠塚が圧勝した。メインのRIZINフェザー級タイトルマッチでは、王者鈴木千裕が挑戦者の金原正徳をKOしてタイトルを防衛した。5月22日にはRIZINのスポンサーである株式会社バンダイナムコのグループ企業のブランド『バンプレスト』から複数のRIZIN選手フィギュアやRIZINグッズが発表され、12月からクレーンゲームの景品として全国のアミューズメントパークで取り扱われることが発表。それに合わせて専用クレーンゲーム機（レニー・ハートのコールボイス、RIZIN実況 鈴木芳彦の実況ボイス入り）もバンダイによって開発された。5月24日には、鈴木千裕や山本空良を輩出したRIZINアマチュアトーナメント（2016年・2017年開催）に似た形式で、若手選手の発掘・育成を目標とした新プロジェクト『RIZIN甲子園』がスタート。初回は15歳 - 18歳の約300名の選手の中からトライアウトを経て行われたトーナメントの優勝者にRIZINとのマネジメント契約・賞金300万円・海外遠征費などが与えられた。6月6日、MMAの世界的スターであるコナー・マクレガーが共同オーナーを務めるアメリカ最大のベアナックルボクシング団体『BKFC』とRIZINが正式に業務提携を発表。2023年頃からの交流に続き今後は本格的に共同プロモーションイベントの開催や人材交流をしていくとした。6月9日、RIZIN.47が開催され、出場選手の半数近くが世界トップクラスの強豪海外選手達という豪華な大会となり、セミメインでは『前RIZINフェザー級王者 vs. 前RIZINバンタム級王者』の構図となる注目の1戦 クレベル・コイケ vs. フアン・アーチュレッタが行われ、クレベルがアーチュレッタに一本勝ちして王座返り咲きに向けて駒を進めた。メインではリベンジ戦に挑むRIZINフライ級王者の堀口恭司が前Bellatorバンタム級王者のセルジオ・ペティスに判定で完勝して大会を締めた。6月12日、BKFCに続いてヨーロッパ最大の総合格闘技団体『KSW』がRIZINとのパートナーシップ締結を発表。両団体は2015年から協力関係にあるが、改めて選手の派遣や団体交流をしていくとKSW創設者マーティン・レワンドウスキーが発表した。7月28日、夏のメガイベントとしてさいたまスーパーアリーナ（スタジアムバージョン）で超RIZIN.3が開催され、5年越しの因縁マッチの朝倉未来 vs. 平本蓮の決着が付いた。セミメインにはボクシング世界8階級制覇王者の世界的スターであるマニー・パッキャオが参戦し、元々の対戦相手のRIZINフェザー級王者 鈴木千裕が拳を骨折したことで代役である安保瑠輝也と対戦した。この大会は100万円を超える席も設けられチケットの一般発売開始と同時に22万円のVIP席以外は即日完売し、VIP席もその後完売。4万8117人の観客を集めてRIZIN最多観客動員記録を更新した。また、RIZINが手掛けたメガイベント「THE MATCH 2022」のPPV売上日本記録の50万件超えに肉薄するPPV数を売り上げ、去年の年末大会が更新したRIZIN歴代PPV売上数の最高記録を再び更新した。大会後には、売上の一部が石川県の地震の復興に使われるオークションが行われ、この大会で実使用された朝倉未来のサイン入りRIZINグローブが2091万円で落札。平本蓮の実使用グローブが700万円、マニー・パッキャオの実使用グローブが225万円、ケイト・ロータスの実使用グローブが122万円で落札されるなど高額取引されて話題となった。また、この大会終了後にSNSで平本蓮の禁止薬物使用疑惑が話題となったことで、RIZINの行っているWADA基準（世界アンチ・ドーピング機構）のドーピング検査がさらに強化され、2024年12月の大会から血液検査と抜き打ち検査の頻度を高めることも含めた検査強化と新たなドーピングポリシーが制定された。9月29日にはRIZIN.48が開催され、2大タイトルマッチを実施。前王者・朝倉海のUFC移籍に伴い空位となったバンタム級王座決定戦で井上直樹とキム・スーチョルが対戦し、スーチョルをKOした井上が第7代RIZINバンタム級王者となった。また、ライト級タイトルマッチでホベルト・サトシ・ソウザとルイス・グスタボが対戦し、サトシがグスタボを1R KOして3度目のタイトル防衛を果たした。11月17日にはRIZIN LANDMARK 10が開催され、メインではヴガール・ケラモフが摩島一整をわずか28秒でTKOした。12月31日には、RIZIN10度目の大晦日記念大会のRIZIN DECADEが行われ、深夜まで格闘技のビッグマッチが行われる2部構成の記念大会となった。この大会の1部にはInstagramフォロワー数が1200万人を超えるボクシング界のスーパースター元WBC暫定王者のライアン・ガルシアが参戦して安保瑠輝也と対戦予定だったが、ガルシアが手術した右手を再度負傷したことで欠場。それに伴いカーメル・モートンなどボクシング界のスーパースター選手達が出場するボクシングパートが中止となった。メインではRIZINフェザー級王者の鈴木千裕が前RIZINフェザー級王者のクレベル・コイケとタイトルマッチで対戦して白熱した試合展開の末、クレベル・コイケがフェザー級王座に返り咲いた。

## ルール
総合格闘技、キックボクシング以外にもキックルールとMMAルールを交互に行うミックスルール、グラップリングルールなど様々なルールの試合が行われ、PRIDE時代には行われなかった女子選手による試合も実施している。
いずれのルールも試合時間内に決着がつかなかった場合は、3名のジャッジによる判定で勝敗がつけられる。基本的に延長戦は行われない。判定の基準は各ルール毎に異なる。
中立の立場と公平性を保つこと、地元判定などの不可解な判定を防ぐことを目的にレフェリー・ジャッジ・競技運営をRIZIN運営から独立させ、第三者機関である『JMOC（日本MMA審判機構）』に全権委託している。

### RIZIN MMAルール
試合時間は10分＋5分の2ラウンド制もしくは5分3ラウンド制。女子の試合は5分3ラウンド制。オープンフィンガーグローブを着用し、頭突き、金的攻撃、かみつき、後頭部・延髄・脊髄への打撃攻撃などの反則を除き、あらゆる打撃、投げ、絞めが認められている。グラウンドポジションの相手への踏みつけ、サッカーボールキック、4点ポジションでの膝蹴りも認められる。
頭部・顔面への肘による攻撃（肘ありルール）は旗揚げ当初から両者合意の際にのみ認められていたが、RIZIN.28からは全試合肘ありとなった。なお、ヘビー級マッチにおけるグラウンド状態での足による頭部・顔面への攻撃については、両選手の体重差が15kg以上ある場合、体重の軽い選手がその攻撃の有無を選択することが可能。試合時間は、RIZIN.14まではPRIDEルールと同様1ラウンド10分、2・3ラウンド5分の変則3ラウンド制を採用した試合も行われたが、以降は男女共に1ラウンド5分の3ラウンド制で行われるようになった。また、デビュー戦や出場回数が少ないなど選手のキャリアにあわせてルールの一部を禁止もしくは試合時間やラウンド数を短縮した特別ルールも行われる。
判定は、トータル・マストシステムを採用。ラウンドごとのポイント判定ではなく試合全体を見て、『JMOC』が定めた判定基準『ダメージ』『アグレッシブネス』『ジェネラルシップ』の優先順位に従い、3人のJMOCジャッジが優劣を付けて勝敗を決める。必ず勝敗を付けるマスト判定ゆえ基本的にドロー（引き分け）はないが、特定の試合条件などによりドローとなることもある。

### RIZIN キックボクシングルール
試合時間は3分3ラウンド制。こちらではボクシンググローブが着用されるが、RIZIN.45のようにオープンフィンガーグローブが着用される場合もある。肘による攻撃は両選手合意の際に特別ルールとして認められる。首相撲からの膝蹴りや蹴り足を掴んでの攻撃など、相手を掴んでの攻撃は1回のみ認められる。
判定は10点法による判定となり、両選手は10点満点の状態で、ダウンの場合は2点減点、優位に責められる場合は1点減点され、より点数が多い選手が勝利となる。

### RIZIN MIXルール
2ラウンド制の混合ルールで、第1ラウンドでキックボクシングルール、第2ラウンドでMMAルールが交互に行われる。試合時間はRIZIN FIGHTING WORLD GP 2015 SARABAの宴およびRIZIN.26では各ラウンド3分、RIZIN.9では各ラウンド5分で行われるなど、選手としたルールの話し合いの結果や大会によって異なっている。
SARABAの宴やRIZIN.9では第1ラウンドでボクシンググローブ、第2ラウンドでオープンフィンガーグローブ着用というルールだったが、事実上最後に行われたRIZIN.26では全ラウンドでオープンフィンガーグローブ着用というルールに変更された。

### RIZIN スタンディングバウトルール
試合時間は3分3ラウンドもしくは2ラウンド制であるが、キックボクシングルールにおける足による蹴りや打撃などといった足を用いた攻撃や掴み行為を禁止とした、いわゆる通常のボクシングルールに準じたルールとなっている。

### ベア・ナックルルール
BKFCのルールに準拠し、試合時間は2分5ラウンド制。グローブは着用せず、選手の手首にバンテージのみが巻かれた状態で戦う。ほぼ素手で戦う点以外は基本的にボクシングルールと同様だが、ボクシングでは反則とされている相手を片手で掴んだ状態からのパンチなどもこのルールでのみ認められている。

## 影響・評価
総合格闘技団体としては、世界トップクラスのPPV売上 と観客動員数を誇り、数万人規模の大会を定期開催し続けている。2024年7月の超RIZIN.3では、通常大会よりも高額設定のチケット単価 ながら1券種以外すべて1日以内に完売し、4万8117人の観客動員数を記録した。2025年5月の東京ドームでのRIZIN男祭りも高価なチケット単価 で4万2706人を動員し、ドーム関係者が「今まで長い間 色んなスポーツやライブをしてきたが、こんなにファンの声援が集中する光景は見たことがない」と話す盛り上がりを見せた。
PPV売上は年々販売件数を伸ばしており、2017年・2018年にはGYAO!で、同社のサービスにおいてRIZINの1年間のPPV売上数・売上額が日本一だったことが表彰された。2022年にはRIZIN運営が手掛けたメガイベント『THE MATCH』が50万件以上のPPVを売り上げてPPV売上数の日本記録を大幅に更新した。同じく2022年の超RIZIN.1がTHE MATCHに近いPPV販売数を記録。2023年大晦日のRIZIN.45は30万件以上を売り上げ、RIZIN地方大会でも平均10万件以上を売り上げるようになった。2024年7月の超RIZIN.3はPPV価格6500～6900円で50万件近いPPV売上を記録。2025年5月のRIZIN男祭りも同額で超RIZIN.3に匹敵するPPV売上を記録した。
RIZIN公式YouTubeチャンネルの登録者数は2025年5月時点で133万人。スポーツ公式チャンネルとしてはプロ野球のパシフィック・リーグ全6球団が合同で運営しているパ・リーグTVに次ぐ日本2位の登録者数。また、1動画あたりの平均再生数は約25万回。この数字はパ・リーグTVの1動画辺りの平均再生数の約2倍、Jリーグ公式チャンネルの約10倍の平均再生数であり、スポーツ公式チャンネルの中で日本1位となっている。
企業とのタイアップでは、バンダイナムコの食玩『RIZINウエハース』シリーズでバンダイの販売するウエハース史上過去最高の売上を見せて数ヶ月で100万個以上を売り上げ、翌年の新シリーズからバンダイが生産量を3倍に増加する大ヒット商品となった。

### 他団体からの評価
ONE Championship代表のチャトリ・シットヨートンは2024年12月に自身の団体とRIZINを比較し、「レベルが全然違います。今の『RIZIN』はベストオブザベストじゃない。エンターテインメント。ユーチューバーが出場したり、ベルトの意味も全然違う」「今、世界で一番大きな団体は『UFC』と『ONE』。これは絶対」と話した。

## 薬物検査について
WADA基準（世界アンチ・ドーピング機関）のドーピング検査を採用。この検査は世界No.1の精度を誇り、高額の資金が必要なため、現在このレベルの検査導入を公表して全大会での定期検査している総合格闘技団体は世界でRIZIN・UFC・PFLの3団体のみ。厳密には世界に数百数千とある総合格闘技団体の中で、RIZINはPFL・UFCに次ぐ世界で3番目に厳しい検査を行うMMA団体となっている。
2024年11月現在の日本では国内キックボクシング団体や相撲はまともなドーピング検査を行っておらず、国内ボクシングも日本タイトルマッチであっても検査が行われていない状況の中で、RIZINはスポーツ医療で実績のある第三者の医師達と業務提携してドーピング検査専門の医師チームを結成し、2015年度の初回大会からすべての大会でWADAの検査を実施している。それに伴い初回大会から出場選手はサプリ・薬品・風邪薬・漢方の事前申請が必要。治療目的の薬品などもすべて申請が必要。これらの取り組みによりプロ野球などと比べても圧倒的に高い検査率・高い精度・厳格な検査となっている。また薬物検査体制と医療体制についてアメリカのイベントでは通常2人医師を配置するがRIZINが医師を8人配置していることは北米でも特集記事で紹介されるなど高く評価されている。
検査時にはアメリカから来た検査員、もしくは日本の専門医師達が不正不可能な特殊容器を使いWADA・USADA方式で検体を採取する。選手は不正防止の観点から目の前で尿が出るところを監視されながら検体を取り、規定量と規定濃度をクリアするまで何時間でも検査員に付き纏われ監視され続ける。
採取された選手の検体（AとBの2サンプル）はすべてその日のうちにアメリカの第3者のWADA検査機関（UFCの検査を行っているWADAラボ）に送られて、UFCなどと同じ精度・基準で1ヶ月ほどかけて徹底的に厳しく検査される。この検査は1ピコグラム（1兆分の1グラム）の禁止薬物を検出できる精度で、バイオロジカルパスポートにより薬物が検出されなくても禁止薬物によって変化した体内の様々な数値が以前と違ったり異常値を記録すると検査失格となる。さらに使用された薬品によっては選手の半年 - 1年前のドーピングの痕跡も発見できるレベルの精密な検査で、時々ランダムで抜き打ち検査も実施している。
またWADAがRIZINとの検査契約の内容・過去の検査データ・全検査結果を保管していることから仮に主催者がドーピングに関する検査契約以上の行為や間違った検査結果を発表をするとWADAによって世界中に公表され、WADA検査機関で永久に検査を行えなくなる。さらにRIZIN医療チームもRIZIN関係者が1人もいない完全に独立した第三者機関で構成しているため、仮に間違った行為や発表があった際にはRIZINを告発するという二重体制を取っている。そのため主催者側（RIZIN）が独自に現状の検査契約の内容や検査ルールを変更することは不可能であり、ドーピング検査の検査結果を捏造・隠蔽することも不可能なシステムとなっている。
（補足：2024年、個人や専門外のYouTuber医師などによって古い情報やRIZINの検査について誤った情報が拡散されたことで、「尿検査は意味がない。血液検査をしてない。血液検査をしないと意味がない」などという誤った情報が一部に広まったが、精度に関してRIZINはWADAの検査機関・契約・基準をすべて満たしている検査であるためオリンピック・UFC・RIZINの1度の尿検査の内容と精度・検査機関は同じ。また、格闘技団体では試合当日に血を抜く血液検査は危険ゆえ安全面からどの団体も行っていない。血液検査自体の有効性については、WADA（世界アンチ・ドーピング機構）の最高精度かつ最新の血液検査であっても、2万2708回の血液検査で陽性は13度のみとなっており陽性率が0.05％と極端に低いため、尿検査の方が陽性率と万能性が高く優先される。そのため、WADAの行うオリンピックの検査などでも抜き打ち検査含むすべての検査のうち9割以上が尿検査となっている。RIZINでは2023年の陽性選手への対応のように、尿検査で不審な点が見つかった選手には（その選手と結んでいる検査契約上で問題がない場合は）追加で血液検査を行うことがある。2024年9月にも疑惑が出た選手と新たな検査契約を結び、抜き打ち検査と血液検査をクリアしないとRIZINに出場させないと公表した。
2024年9月5日、榊原信行CEOが「今後のRIZINは選手との検査契約を改良し、WADA基準の検査を元に抜き打ち検査や血液検査の頻度を高めることも含めて、さらに厳しい検査を実施する」と話し、手元に所持するだけで陽性扱いとなるレベルの新たなドーピングポリシーの策定・検査体制と検査のさらなる強化を発表。新たな規定は2024年12月の大会から正式導入された。

## 王者・階級
2025年7月現在。
| 階級                 | 重量区分    | 王者                           | 防衛回数 |
| -------------------- | ----------- | ------------------------------ | -------- |
| ライトヘビー級       | 93.0 kg以下 | 空位                           | -        |
| ライト級             | 71.0kg以下  | ホベルト・サトシ・ソウザ       | 4        |
| フェザー級           | 66.0kg以下  | ラジャブアリ・シェイドゥラエフ | 0        |
| バンタム級           | 61.0kg以下  | 井上直樹                       | 2        |
| フライ級             | 57.0kg以下  | 空位                           | -        |
| 女子スーパーアトム級 | 49.0 kg以下 | 伊澤星花                       | 1        |

### グランプリ王者

#### RIZIN FIGHTING WORLD GRAND-PRIX
| 大会                                 | 階級                 | 優勝                 | 開催年月日     |
| ------------------------------------ | -------------------- | -------------------- | -------------- |
| RIZIN FIGHTING WORLD GRAND-PRIX 2015 | 100kg契約            | キング・モー         | 2015年12月31日 |
| RIZIN FIGHTING WORLD GRAND-PRIX 2016 | 無差別級             | ミルコ・クロコップ   | 2016年12月31日 |
| RIZIN FIGHTING WORLD GRAND-PRIX 2017 | バンタム級           | 堀口恭司             | 2017年12月31日 |
| RIZIN FIGHTING WORLD GRAND-PRIX 2017 | 女子スーパーアトム級 | 浅倉カンナ           | 2017年12月31日 |
| RIZIN FIGHTING WORLD GRAND-PRIX 2019 | ライト級             | トフィック・ムサエフ | 2019年12月31日 |
| RIZIN FIGHTING WORLD GRAND-PRIX 2022 | 女子スーパーアトム級 | 伊澤星花             | 2022年12月31日 |

#### RIZIN FIGHTING JAPAN GRAND-PRIX
| 大会                                 | 階級       | 優勝       | 開催年月日     |
| ------------------------------------ | ---------- | ---------- | -------------- |
| RIZIN FIGHTING JAPAN GRAND-PRIX 2021 | バンタム級 | 扇久保博正 | 2021年12月31日 |

#### RIZIN KICK ワンナイト・トーナメント
| 大会                                | 階級         | 優勝       | 開催年月日     |
| ----------------------------------- | ------------ | ---------- | -------------- |
| RIZIN KICK ワンナイト・トーナメント | 57.0 kg 王者 | 那須川天心 | 2017年12月31日 |
| RIZIN KICK ワンナイト・トーナメント | 61.0 kg 王者 | 白鳥大樹   | 2021年06月27日 |

## 大会一覧

### RIZINナンバーシリーズ
さいたまスーパーアリーナ（埼玉県）をはじめとした主要都市で開催されるRIZINのメインともいえるシリーズで、PRIDEやDREAMと同じく大会名のナンバーの前にドット (.) が入る（例 RIZIN.40）。なお、ナンバーシリーズの大会名について、RIZIN.1以降で大会名にナンバーが付くようになったのは2018年のRIZIN.10からで、それに合わせて以前の大会もナンバーシリーズへ大会名が修正された。
※2020年 - 2021年の全大会は、日本政府のコロナウイルス蔓延対策による入場者数の制限あり。（5000人まで、もしくは1万人まで）
| 大会名                                          | 開催年月日     | 会場                                                    | 開催地           | 入場者数 |
| ----------------------------------------------- | -------------- | ------------------------------------------------------- | ---------------- | -------- |
| RIZIN.51                                        | 2025年9月28日  | IGアリーナ                                              | 愛知県名古屋市   | 人       |
| RIZIN.50                                        | 2025年3月30日  | あなぶきアリーナ香川                                    | 香川県高松市     | 9,020人  |
| RIZIN.49                                        | 2024年12月31日 | さいたまスーパーアリーナ                                | 埼玉県さいたま市 | 23,010人 |
| RIZIN DECADE                                    | 2024年12月31日 | さいたまスーパーアリーナ                                | 埼玉県さいたま市 | 23,010人 |
| RIZIN.48                                        | 2024年9月29日  | さいたまスーパーアリーナ                                | 埼玉県さいたま市 | 11,247人 |
| RIZIN.47                                        | 2024年6月9日   | 国立代々木競技場第一体育館                              | 東京都渋谷区     | 12,576人 |
| RIZIN.46                                        | 2024年4月29日  | 有明アリーナ                                            | 東京都江東区     | 未公表   |
| RIZIN.45                                        | 2023年12月31日 | さいたまスーパーアリーナ                                | 埼玉県さいたま市 | 23,013人 |
| RIZIN.44                                        | 2023年9月24日  | さいたまスーパーアリーナ                                | 埼玉県さいたま市 | 11,681人 |
| RIZIN.43                                        | 2023年6月24日  | 真駒内屋内競技場 （真駒内セキスイハイムアイスアリーナ） | 北海道札幌市     | 8,510人  |
| RIZIN.42                                        | 2023年5月6日   | 有明アリーナ                                            | 東京都江東区     | 14,930人 |
| RIZIN.41                                        | 2023年4月1日   | 大阪市中央体育館 （丸善インテックアリーナ大阪）         | 大阪府大阪市     | 9,987人  |
| RIZIN.40                                        | 2022年12月31日 | さいたまスーパーアリーナ                                | 埼玉県さいたま市 | 23,661人 |
| RIZIN.39                                        | 2022年10月23日 | マリンメッセ福岡A館                                     | 福岡県福岡市     | 未公表   |
| RIZIN.38                                        | 2022年9月25日  | さいたまスーパーアリーナ                                | 埼玉県さいたま市 | 23,105人 |
| RIZIN.37                                        | 2022年7月31日  | さいたまスーパーアリーナ                                | 埼玉県さいたま市 | 11,166人 |
| RIZIN.36                                        | 2022年7月2日   | 沖縄アリーナ                                            | 沖縄県沖縄市     | 7,264人  |
| RIZIN.35                                        | 2022年4月17日  | 武蔵野の森総合スポーツプラザ                            | 東京都調布市     | 8,935人  |
| RIZIN.34                                        | 2022年3月20日  | 大阪市中央体育館 （丸善インテックアリーナ大阪）         | 大阪府大阪市     | 8,002人  |
| RIZIN.33                                        | 2021年12月31日 | さいたまスーパーアリーナ                                | 埼玉県さいたま市 | 22,499人 |
| RIZIN.32                                        | 2021年11月20日 | 沖縄アリーナ                                            | 沖縄県沖縄市     | 4,771人  |
| RIZIN.31                                        | 2021年10月24日 | ぴあアリーナMM                                          | 神奈川県横浜市   | 4,866人  |
| RIZIN.30                                        | 2021年9月19日  | さいたまスーパーアリーナ                                | 埼玉県さいたま市 | 7,580人  |
| RIZIN.29                                        | 2021年6月27日  | 大阪市中央体育館 （丸善インテックアリーナ大阪）         | 大阪府大阪市     | 4,796人  |
| RIZIN.28                                        | 2021年6月13日  | 東京ドーム                                              | 東京都文京区     | 9,731人  |
| RIZIN.27                                        | 2021年3月21日  | 名古屋市総合体育館 （日本ガイシホール）                 | 愛知県名古屋市   | 4,558人  |
| RIZIN.26                                        | 2020年12月31日 | さいたまスーパーアリーナ                                | 埼玉県さいたま市 | 9,978人  |
| RIZIN.25                                        | 2020年11月21日 | 大阪城ホール                                            | 大阪府大阪市     | 5,487人  |
| RIZIN.24                                        | 2020年9月27日  | さいたまスーパーアリーナ                                | 埼玉県さいたま市 | 5,000人  |
| RIZIN.23 - CALLING OVER -                       | 2020年8月10日  | ぴあアリーナMM                                          | 神奈川県横浜市   | 4,410人  |
| RIZIN.22 - STARTING OVER -                      | 2020年8月9日   | ぴあアリーナMM                                          | 神奈川県横浜市   | 2,805人  |
| RIZIN.21                                        | 2020年2月22日  | 浜松アリーナ                                            | 静岡県浜松市     | 6,832人  |
| RIZIN.20                                        | 2019年12月31日 | さいたまスーパーアリーナ                                | 埼玉県さいたま市 | 29,315人 |
| BELLATOR JAPAN                                  | 2019年12月29日 | さいたまスーパーアリーナ                                | 埼玉県さいたま市 | 15,160人 |
| RIZIN.19                                        | 2019年10月12日 | 大阪府立体育会館 （エディオンアリーナ大阪）             | 大阪府大阪市     | 5,098人  |
| RIZIN.18                                        | 2019年8月18日  | 愛知県体育館 （ドルフィンズアリーナ）                   | 愛知県名古屋市   | 6,281人  |
| RIZIN.17                                        | 2019年7月28日  | さいたまスーパーアリーナ                                | 埼玉県さいたま市 | 16,930人 |
| RIZIN.16                                        | 2019年6月2日   | 神戸ワールド記念ホール                                  | 兵庫県神戸市     | 8,107人  |
| RIZIN.15                                        | 2019年4月21日  | 横浜アリーナ                                            | 神奈川県横浜市   | 12,914人 |
| RIZIN.14                                        | 2018年12月31日 | さいたまスーパーアリーナ                                | 埼玉県さいたま市 | 29,105人 |
| RIZIN 平成最後のやれんのか！                    | 2018年12月31日 | さいたまスーパーアリーナ                                | 埼玉県さいたま市 | 7,498人  |
| RIZIN.13                                        | 2018年9月30日  | さいたまスーパーアリーナ                                | 埼玉県さいたま市 | 27,208人 |
| RIZIN.12                                        | 2018年8月12日  | 愛知県体育館                                            | 愛知県名古屋市   | 5,567人  |
| RIZIN.11                                        | 2018年7月29日  | さいたまスーパーアリーナ                                | 埼玉県さいたま市 | 17,912人 |
| RIZIN.10                                        | 2018年5月6日   | マリンメッセ福岡                                        | 福岡県福岡市     | 7,910人  |
| RIZIN.9                                         | 2017年12月31日 | さいたまスーパーアリーナ                                | 埼玉県さいたま市 | 18,316人 |
| RIZIN.8                                         | 2017年12月29日 | さいたまスーパーアリーナ                                | 埼玉県さいたま市 | 15,539人 |
| RIZIN.7                                         | 2017年10月15日 | マリンメッセ福岡                                        | 福岡県福岡市     | 7,732人  |
| RIZIN.6                                         | 2017年7月30日  | さいたまスーパーアリーナ                                | 埼玉県さいたま市 | 17,730人 |
| RIZIN.5                                         | 2017年4月16日  | 横浜アリーナ                                            | 神奈川県横浜市   | 12,729人 |
| RIZIN.4                                         | 2016年12月31日 | さいたまスーパーアリーナ                                | 埼玉県さいたま市 | 19,357人 |
| RIZIN.3                                         | 2016年12月29日 | さいたまスーパーアリーナ                                | 埼玉県さいたま市 | 16,642人 |
| RIZIN.2                                         | 2016年9月25日  | さいたまスーパーアリーナ                                | 埼玉県さいたま市 | 15,011人 |
| RIZIN.1                                         | 2016年4月17日  | 名古屋市総合体育館 （日本ガイシホール）                 | 愛知県名古屋市   | 7,291人  |
| RIZIN FIGHTING WORLD GRAND-PRIX 2015 IZAの舞    | 2015年12月31日 | さいたまスーパーアリーナ                                | 埼玉県さいたま市 | 18,365人 |
| RIZIN FIGHTING WORLD GRAND-PRIX 2015 SARABAの宴 | 2015年12月29日 | さいたまスーパーアリーナ                                | 埼玉県さいたま市 | 12,214人 |

### 超RIZIN
RIZINの中で最も大きな規模の大会と位置付けされているシリーズ。第1回大会はRIZIN.38との2部構成で、超RIZINパートのメインイベントでは朝倉未来対フロイド・メイウェザー・ジュニア戦が行われた。この大会は北米の格闘技ファンに向けた時間設定となった。第2回大会はRIZIN.40の「RIZIN vs. BELLATOR 全面対抗戦」以来のBellatorとの合同開催となり、BELLATOR JAPAN以来となるBellatorパートとRIZINパートの2部構成として開催された。第3回大会は朝倉未来 vs. 平本蓮をメインとして、セミではマニー・パッキャオが試合を行った。
| 大会名    | 開催年月日    | 会場                     | 開催地           | 入場者数 |
| --------- | ------------- | ------------------------ | ---------------- | -------- |
| 超RIZIN.4 | 2025年7月27日 | さいたまスーパーアリーナ | 埼玉県さいたま市 | 43,965人 |
| 超RIZIN.3 | 2024年7月28日 | さいたまスーパーアリーナ | 埼玉県さいたま市 | 48,117人 |
| 超RIZIN.2 | 2023年7月30日 | さいたまスーパーアリーナ | 埼玉県さいたま市 | 24,264人 |
| 超RIZIN   | 2022年9月25日 | さいたまスーパーアリーナ | 埼玉県さいたま市 | 23,105人 |

### RIZIN LANDMARK
2021年より開始されたシリーズ。3度目の大会（vol.3）までは観客を少人数（100 - 200人まで）に限定して有料ライブ配信に特化した大会であったが、RIZIN LANDMARK 4よりRIZIN TRIGGERシリーズを統合させる形でケージを用いた有観客の大会となった。RIZIN LANDMARK 7はアゼルバイジャンの首都で行われRIZIN初の海外大会として開催された。
| 大会名               | 開催年月日     | 会場                                                    | 開催地         | 入場者数      |
| -------------------- | -------------- | ------------------------------------------------------- | -------------- | ------------- |
| RIZIN LANDMARK 11    | 2025年6月14日  | 真駒内屋内競技場 （真駒内セキスイハイムアイスアリーナ） | 北海道札幌市   | 人            |
| RIZIN LANDMARK 10    | 2024年11月17日 | ポートメッセなごや                                      | 愛知県名古屋市 | 7,918人       |
| RIZIN LANDMARK 9     | 2024年3月23日  | 神戸ワールド記念ホール                                  | 兵庫県神戸市   | 8,498人       |
| RIZIN LANDMARK 8     | 2024年2月24日  | SAGAアリーナ                                            | 佐賀県佐賀市   | 7,758人       |
| RIZIN LANDMARK 7     | 2023年11月4日  | ナショナルジムナスティックアリーナ                      | バクー         | 未公表        |
| RIZIN LANDMARK 6     | 2023年10月1日  | 愛知県体育館（ドルフィンズアリーナ）                    | 愛知県名古屋市 | 7,017人       |
| RIZIN LANDMARK 5     | 2023年4月29日  | 国立代々木競技場第一体育館                              | 東京都渋谷区   | 13,837人      |
| RIZIN LANDMARK 4     | 2022年11月6日  | 愛知県体育館（ドルフィンズアリーナ）                    | 愛知県名古屋市 | 未公表        |
| RIZIN LANDMARK vol.3 | 2022年5月5日   | 未公表                                                  | 東京都内       | 未公表        |
| RIZIN LANDMARK vol.2 | 2022年3月6日   | 未公表                                                  | 東京都内       | 約170 - 180人 |
| RIZIN LANDMARK vol.1 | 2021年10月2日  | 未公表                                                  | 東京都内       | 約90人        |

### RIZIN TRIGGER
2021年から2022年までPotential社との共催で計3回開催されたシリーズ。『再生・回帰、発掘・育成、地域活性』をテーマに、主要都市で開催されるナンバーシリーズとは異なり、国内のあらゆる場所で開催。また、試合はナンバーシリーズ等で用いられるリングではなく六角形のケージ（金網）で実施された。2022年9月にPotential社CEOの逮捕を受けて休止が発表され、9月25日に有観客大会としてリニューアルしたRIZIN LANDMARKに吸収される形で廃止となった。
| 大会名            | 開催年月日     | 会場                           | 開催地       | 入場者数 |
| ----------------- | -------------- | ------------------------------ | ------------ | -------- |
| RIZIN TRIGGER 3rd | 2022年4月16日  | 武蔵野の森総合スポーツプラザ   | 東京都調布市 | 6,515人  |
| RIZIN TRIGGER 2nd | 2022年2月23日  | エコパアリーナ（静岡アリーナ） | 静岡県袋井市 | 6,025人  |
| RIZIN TRIGGER 1st | 2021年11月28日 | 神戸ワールド記念ホール         | 兵庫県神戸市 | 4,025人  |

### RIZIN男祭り
超RIZINシリーズと並び、RIZINとして最大規模の大きな大会。第1回目は東京ドームで行われた。タイトルはかつて行われていたPRIDEの大晦日大会『PRIDE男祭り』が由来。セミメインの朝倉未来、鈴木千裕の応援シートが用意され、全席完売。また、メインはクレベルコイケとシェイドゥラエフのタイトルマッチとなった。。
| 大会名      | 開催年月日   | 会場       | 開催地       | 入場者数 |
| ----------- | ------------ | ---------- | ------------ | -------- |
| RIZIN男祭り | 2025年5月4日 | 東京ドーム | 東京都文京区 | 42,706人 |

### RIZIN WORLD SERIES
アゼルバイジャンで開催されたRIZIN LANDMARK 7以降に行われた、RIZINの海外大会。第一回目は韓国の仁川パラダイスシティで開催された。
| 大会名                      | 開催年月日    | 会場             | 開催地         | 入場者数 |
| --------------------------- | ------------- | ---------------- | -------------- | -------- |
| RIZIN WORLD SERIES in KOREA | 2025年5月31日 | パラダイスシティ | 仁川広域市中区 | 未公表   |

### THE MATCH
RIZIN代表の榊原、K-1プロデューサーの中村拓己、RISE代表の伊藤隆を大会実行委員会のメンバーとする那須川天心 対 武尊戦をメインとした中立のキックボクシング大会。実行委員会によってマッチメイクされ、RIZINが企画・制作・運営を担当した。
| 大会名         | 開催年月日    | 会場       | 開催地       | 入場者数 |
| -------------- | ------------- | ---------- | ------------ | -------- |
| THE MATCH 2022 | 2022年6月19日 | 東京ドーム | 東京都文京区 | 56,399人 |

## スポンサー・後援

### 冠協賛
大会に冠協賛が付いている場合は大会名の前に『〇〇 presents』と表記されるが1と12では『p』の部分が大文字になっていた。なお、数字のみが表記されている場合はナンバーシリーズとして表記。
- 株式会社トップ（1）
- Cygames（無差別級グランプリ、平成最後のやれんのか！、14）
- RWEDDINGS（12）
- GOOD SPEED（18）
- Yogibo（24 - 33、THE MATCH、超RIZIN3、46 - 49）
- +WEED（LANDMARK vol.1 - vol.3）
- 湘南美容クリニック（34 - 40）
- SPASHAN（TRIGGER 2nd - 3rd）
- にゃんこ大戦争/The Battle Cats（超RIZIN、45）
- ANGEL CHAMPAGNE（LANDMARK 4）
- FEDELTA（LANDMARK 5）
- のむシリカ（超RIZIN.2）
- For Japan（LANDMARK 6）

#### 2024年度時点のRIZINの主なスポンサー
『Yogibo（ヨギボー）』『サントリー』『バンダイ』『バンダイナムコ』『Cygames』『U-NEXT』『ABEMA』『イープラス』『さいたまスーパーアリーナ』『スカパー！』『インプルーブ株式会社』『ANGEL CHAMPAGNE』『株式会社トップ』ほか。
前年度までは上記以外に主に、『日清食品』『DMM』『湘南美容クリニック』『GYAO!（Yahoo!・U-SEN株式会社）』『高須クリニック』『skyticket』『栄進製薬』『KYORAKU』『TOKYO インカラミ』『にゃんこ大戦争（ボノス・バンダイナムコエンターテイメント）』『メイウェザー・プロモーションズ』『TMT』『フジテレビ』など、他多数。以前の協賛企業も年度が変わると定期的にスポンサー復帰する傾向がある。

### 後援
『さいたま市』『さいたまスポーツコミッション』『さいたま観光国際協会』『公益財団法人 日本レスリング協会』『TOKYO MX（東京都域 地上波テレビ放送局）』『沖縄テレビ（沖縄テレビ放送株式会社）』『アゼルバイジャン政府（在アゼルバイジャン日本国大使館含む）』など。

## 大会放送・配信・視聴方法について

### 地上波放送
地上波放送では、フジテレビが2015年の初回旗揚げ大会からRIZINと独占放送契約を結び、2022年までの約7年間、地上波ゴールデンタイムにて（一部除くナンバーシリーズの）大会中継を担当。大会当日にフジテレビの地上波ゴールデンタイムにて2 - 3時間枠で放送された。大晦日の大会はフジテレビの大晦日地上波の目玉番組として、午後6時頃から約5 - 6時間枠で毎年放送された。大会のメインカードはフジテレビのRIZIN放送枠内で生中継されることも多かった。
2022年6月のTHE MATCH 2022からの放送撤退以降は、CEOの榊原信行が「タイミングを見て地上波で放送できるように頑張りたいと思うし、その放送局がフジテレビさんであったらいいと思っています」と話すも、RIZINの人気の高まりなどからPPV販売件数の記録が年々伸び続けたことでフジテレビ放送時よりも圧倒的に大きな利益が出るようになり、フジテレビが出せる放映権料の額が、団体の価値の高まりやRIZINのPPV収益にまったく追いつかなくなったことから、以降はお互いに契約を結ぶに至らない状態となっている。
地上波放送に関しては、2022年以降もフジテレビ以外のテレビ局では多くの大会の地上波放送が続き、THE MATCH 2022から数カ月後の2022年9月の超RIZINはTOKYO MX・テレビ神奈川・テレビ埼玉など全国13局 で地上波ディレイ放送された。2022年12月のRIZIN.40は三重テレビととちぎテレビ などのネットワークに属さない複数の独立放送局で後日、録画中継が放送された。三重テレビは、2023年に開催されたRIZIN全大会を地上波で録画放送している。2024年にはRIZIN LANDMARK 9などのRIZIN系列大会も全国7局、2024年7月の超RIZIN.3は13局で地上波ディレイ放送された。
その後も、大会ごとに放送局数は変わりながら、全国の13局ほどで約2時間枠にて後日、地上波放送される状況が続いている。
なお、地上波は無料で見られるメリットがある反面、CMが入るだけではなく、入場・VTRのほとんどがカットされ、一部の試合以外は放送されない。また、ラウンドが丸ごとカットされたりもするため試合の印象が変わったり、ダイジェスト放送となる試合も多い。試合の時系列もバラバラとなるため、PPVを購入して見る完全生中継とは基本的に違うものとなっている。その他にも、生中継対象試合でもラウンド間やタイムストップ時にCMに入ることで、CM明けの際に試合がまた進んでしまっている場合もあり、実際に2019年のRIZIN.16では那須川天心のISKAタイトル戦で、タイムストップに伴うCMの間に試合が進み、重要なダウンシーンなどが見られない事態となっている。

### 衛星放送・ケーブルテレビ
衛星放送のスカパー!では2015年の旗揚げ大会からBS放送およびCS110放送でRIZIN各大会が当日に疑似PPV(ペイ・パー・ビュー)方式でノーカット完全生中継されている。スカパー公式サイトや電話でスカパーに加入して大会のPPVを購入することで視聴可能。ブルーレイレコーダーなどに大会すべての映像を録画することが可能となっている。
視聴料金は旗揚げ時から3,240円であったが、2020年の新型コロナウイルス感染防止の為の観客入場制限開始時から5,500円となった。2024年からは他のプラットフォームに合わせて5000円に値下げ。2023年になるとスカパーでもRIZINのPPVをネットで見られる『スカパー番組配信』サービスが始まったことから、BS/CSアンテナが無くてもインターネットに繋げるテレビ・パソコン・スマートフォンがあれば、スカパーでRIZINのPPVを購入して大会を視聴することが可能となった。
また、スカパー!プレミアムのPPVやケーブルテレビで視聴可能である。専門チャンネルのスポーツライブ+やFIGHTING TV サムライでは不定期で過去の大会の再放送も行っている。

### インターネット中継
2015年の旗揚げ大会から2020年までは、国内ではUSEN株式会社とYahoo!JAPANが運営するGYAO!で各大会がPPVにてノーカット完全生中継で有料配信。日本以外の全世界に向けてはFite TVがPPV配信していた。2020年8月のRIZIN.22からは、自社配信サービス「RIZIN LIVE」でもPPV有料配信が開始。RIZIN.26からは海外向けに英語解説付きストリーミングサービス「LIVENow」で配信開始。RIZIN.28からは2つ目の自社配信サービス「Exciting RIZIN」でも配信開始。
2021年10月からは「U-NEXT」でRIZINのPPV販売が開始し、2022年9月の超RIZIN/RIZIN.38からは「ABEMA」でPPVが購入可能となり、RIZIN.39からは「Paravi」などでも購入可能となった。超RIZINシリーズなど注目度の高い大会は独占放送契約を結ぶこともあり、大会ごとにPPV購入可能なサービスと購入不可となるサービスが変わることもある。配信されるサービスは、RIZIN公式HPのそれぞれの大会詳細ページで確認可能。基本的にPPV前売り視聴チケット5,000円で大会のノーカット配信を行っている。

### 定額制動画配信サービス『RIZIN 100 CLUB』
2022年6月17日、RIZINの過去の全試合が見放題となり、さらに限定企画動画やRIZIN関連動画を配信する定額制動画配信サービス『RIZIN 100 CLUB』がオープン。月額880円（税込）のサービスとなっている。このサービスは、RIZINの動画視聴機能以外にも、別途PPV料金を支払うことでRIZINの大会のPPVを購入することが可能。また、会員は大会チケットの良席先行予約なども可能となる。

### PPV価格について
2015年の旗揚げ興行時は、録画可能なスカパーでのPPV視聴料金は3,240円。録画不可なインターネット中継のGYAO!では2,000円で1大会が視聴可能だった。当時の物価の関係やPPV普及・経営戦略のために比較的低価格での販売となっていた。その後、世の中の情勢・物価上昇に合わせて僅かな価格変動があり、2020年には、新型コロナウイルス蔓延による感染防止策として日本政府から無観客・観客入場制限が出されたことから（チケット収入が1大会当たり数億円減るなど、複数の理由から）大会クオリティ維持のためにPPV料金が前売り5,000円（大会当日は5,500円）に値上げされた。
2022年以降、コロナウイルス蔓延による観客入場制限が撤廃された後も、『戦争などによる世界的な物価の上昇』『コロナで離れた以前の客が完全に戻りきっていない点』『総合格闘家の世界的なファイトマネーの上昇』『円安による全経営コストの大幅上昇』など様々な事情から、運営費用がコロナの時期よりもさらに上がり、初期のような低価格での運営は完全に不可能となったことから、価格は5,000円（大会当日のみ5,500円）のまま運営となっている。同時に、超RIZINシリーズや大晦日大会などの特別な大会は需要に合わせてPPV価格が上がり、系列大会のRIZIN TRIGGERシリーズは、1大会あたり3,000円台の低価格で販売されるなどしている。

### 実況・解説
実況は、フリーアナウンサーの鈴木芳彦、長坂哲夫、矢野武、市川勝也、髙橋大輔が担当している。
解説者は、高阪剛や中井祐樹、川尻達也、佐藤ルミナ、藤井惠、杉山しずか、石渡伸太郎などが務めている。
ゲストとしてはケンドーコバヤシや、RIZINガール2019でグラビアアイドルの川村那月、RIZINアンバサダーでモデルのくるみが出演した。
旗揚げ時から2016年までは、メインキャスターに小池栄子、2020年まではおのののかと朝比奈彩を起用し、フジテレビの中継撤退までは実況陣に同局のアナウンサーも名を連ねていた。また、2023年までは高田延彦がメインキャスター兼解説者を担当していた。

## RIZIN記録
- 2025年5月31日現在[注 25]

| 記録                 | 選手                                   | 記録数       |
| -------------------- | -------------------------------------- | ------------ |
| 最年少王者           | 伊澤星花                               | 24歳 + 167日 |
| 最年長王者           | 浜崎朱加                               | 40歳 + 17日  |
| 最長王座在位         | ホベルト・サトシ・ソウザ               | 1448日       |
| 最多試合             | 元谷友貴                               | 21試合       |
| 最多勝利             | 堀口恭司                               | 16勝         |
| 最多フィニッシュ勝利 | ホベルト・サトシ・ソウザ               | 11回         |
| 最多KO勝利           | イリー・プロハースカ                   | 10回         |
| 最多一本勝利         | クレベル・コイケ                       | 8回          |
| 最多判定勝利         | 扇久保博正                             | 9回          |
| 最多王座戦勝利       | ホベルト・サトシ・ソウザ               | 5勝          |
| 最多王座戦           | 浜崎朱加                               | 6回          |
| 最多連続王座防衛     | ホベルト・サトシ・ソウザ               | 4回          |
| 最多階級制覇王者     | 堀口恭司                               | 2階級制覇    |
| 最多連勝             | イリー・プロハースカ 堀口恭司 伊澤星花 | 9連勝        |
| 最速KO勝利           | チャールズ・ベネット                   | 7秒          |
| 最速一本勝利         | シビサイ頌真                           | 49秒         |
| 王座戦最速KO勝利     | ホベルト・サトシ・ソウザ               | 21秒         |
| 王座戦最速一本勝利   | 伊澤星花                               | 64秒         |

## 提携団体
以下は提携している一部の団体。
- パンクラス
- DEEP
- K-1
- VTJ
- ZST
- RISE
- シュートボクシング
- Bellator MMA
- King of the Cage
- Invicta FC
- BKFC
- Jungle Fight
- BAMMA
- ROAD FC
- KSW
- リトアニア・ブシドー協会
- ロシアMMA連合（英語版）
- Gladiator Championship Fighting
- German MMA Championship
- Full Metal Dojo
- FUSION FN
- Cedar Fighting Championship
- Spartacus Fighting Championship
- Romanian Xtreme Fighting
- International Ring Fighting Arena
- Eagles FC
- HEX Fight Series
- Kunlun Fight
- Samurai Fight Combat
- KHK MMA

## スタッフ
- 実行委員長：榊原信行[203]
- 広報：笹原圭一[204]
- 海外事業担当/マッチメイカー：柏木信吾（チャーリー柏木）[205][206]

### 音楽
- 佐伯栄一[注 27]
- 布袋寅泰[注 28]

### レフェリー
- 福田正人
- 豊永稔
- 長瀬達郎
- 田澤康宏
- 松宮智生
- 内田龍介
- 柴田旭

### ジャッジ
- 豊島孝尚
- 片岡誠人

なお、レフェリー・ジャッジの一部は一般社団法人日本MMA審判機構（JMOC）から派遣されている。

### リングアナウンサー
- レニー・ハート（選手コール）
- 太田真一郎
- 高村保裕
- 岸祐二
- お宮の松
- 北森代紀（キックボクシングルール及びスタンディングバウトルールのみ）
- ケイ・グラント[注 29]
- 五味洸一
- 井上富美子（場内アナウンス）

### ラウンドガール
RIZINのラウンドガールは「RIZINガール」と呼ばれている。

#### RIZINガール2025
活動期間：2025年1月1日 - 2025年12月31日（予定）
- RIKO
- 竹内花
- 出町杏奈
- 亜和
- 花乃衣美優
- 武井さら
- 悠
- KOU
- 塚越愛実
- 八乙女あんな
- 木村楓

#### RIZINガール2023
活動期間：2023年9月24日 - 
- COCO(2022-)
- 西井綾音
- 秋澤うらら
- 菅田れもん
- 平野由佳
- 倉智天彩
- 宮瀬なこ
- 石鳥まい
- 田丸りさ
- 菅原早記
- 森香穂
- 大鷹りか
- KOU

#### 過去のRIZINガール
- 青山あみ[213]
- 上妻未来[214]

##### RIZINガール2017
活動期間：2016年12月31日 - 
- 葉加瀬マイ[213]
- 太田麻美[214]
- 佐野真彩
- 松岡音々
- 川村那月（川村直央）(2017-2019)
- 三間エレナ（小泉エレナ）
- 南梓

##### RIZINガール2018
活動期間：2018年7月29日 - 
- 川村那月(2017-2019)
- 清瀬まち
- 今井みどり
- 美沙希
- 久保田杏奈
- 七海
- 永島美穗(2018-2019)
- 小林愛梨
- 清瀬まち
- 中村比菜
- 南真琴

##### RIZINガール2019
2019年7月12日、メンバー発表
- 東海林里咲(2019-2021)
- 川村那月(2017-2019)
- 永原芽衣
- 知本真以子
- 永島美穗(2018-2019)
- 寺地みのり
- 椿梨央
- 木滑ひかる
- 星乃サラ

##### RIZINガール2020
活動期間：2020年8月9日 - 2021年8月30日
- 東海林里咲(2019-2021)
- 山口梓(2020-2022) - 2023年9月のRIZIN.44からRIZINガール2023コントローラーに就任[219]
- 澤田実架(2020,2022)
- 久保田杏奈(2018,2020)
- 五十川ちほ
- 相沢菜々子
- ペピ（川瀬忍）
- 広瀬晏夕
- 難波小百合
- はるま
- 佐々木晴花
- 松本梨花
- 上運天美聖
- 川目百音

##### RIZINガール2021
活動期間：2021年9月19日 - 2022年7月31日
- 東海林里咲(2019-2021)
- 山口梓(2020-2022)
- 福江ななか(2021-2022)
- あきぴ(2021-2022)
- 加奈(2021-2022)
- てんちむ
- 宮越愛恵
- 荒井つかさ(2021-2022)
- 山本ゆう(2021-2022)
- じゅんこ
- 宇佐美なお
- 辻門アネラ

##### RZINガール2022
活動期間：2022年9月23日 - 2023年7月30日
- あおぽん
- 加奈(2021-2022)
- 鞠奈
- 澤田実架(2020,2022)
- 山口梓(2020-2022)
- 福江ななか(2021-2022)
- あきぴ(2021-2022)
- Hinano
- キャシー
- なつみ
- 荒井つかさ(2021-2022)
- 山本ゆう(2021-2022)
- COCO(2022-)